# Beksza
Beksza – kolonia wsi Gierałtowice w Polsce, położona w województwie śląskim, w powiecie gliwickim, w gminie Gierałtowice.
Przysiółek założony w XVIII wieku prawdopodobnie jako folwark, należał do rodu Bekschów, stąd nazwa. Do 1990 roku część Ornontowic. Po utworzeniu gminy Ornontowice w 1991 roku ze względu na położenie przydzielony administracyjnie do Gierałtowic oraz do katolickiej administracji kościelnej parafii w Gierałtowicach.